# 天使の誘惑 (曲)
「天使の誘惑」（てんしのゆうわく）は、1968年5月1日に発売された黛ジュンの4枚目のシングル。

## 解説
黛ジュンは本楽曲で1968年の「第10回日本レコード大賞」を受賞した。
黛のレコード大賞受賞が発表された「第10回日本レコード大賞」の発表音楽会はモノクロ映像で現存している（同回はモノクロ放送だった最後の回であり、TBSに現存するレコード大賞の映像は同回のものが最古である）。また、本楽曲がレコード大賞を受賞した1週間後にはレコード大賞開始10周年を記念し、それまでのレコード大賞各賞受賞者たちが勢揃いした特別番組「10周年記念音楽会」が放映され、そちらは本楽曲の映像も含めて、鮮明なカラーのビデオ映像の完全版VTRが現存している。
同年の「第19回NHK紅白歌合戦」では本楽曲が歌唱された。同紅白では、当初和服姿で『夕月』を歌唱することになっていたが、本楽曲が12月21日に行われたレコード大賞を受賞したため（レコード大賞が大晦日の開催になるのは翌年から）、歌唱曲が変更され、黛の代名詞ともいえるミニスカートで出場した。
B面「ブラック・ルーム」の編曲を手掛けた渡辺たかしは、後の三木たかしで、黛の実兄である。
同年7月20日には本楽曲をもとに黛主演による同名映画『天使の誘惑』が松竹で公開された。
1968年11月時点での売上は公称100万枚。
1995年には、『恋のハレルヤ』とともに、『天使の誘惑'95』としてアレンジされたバージョンが発売された（カップリングも『土曜の夜何かが起きる』のアレンジバージョン）。
阪急ブレーブス（→オリックス・ブレーブス/ブルーウェーブ）に在籍した柴原実（外野手）の個人応援歌に替え歌が使用されていた。

## 収録曲

### オリジナル盤
定価は370円（当時）
- 両楽曲共に、作詞：なかにし礼／作曲：鈴木邦彦

1. 天使の誘惑
編曲：鈴木邦彦
2. ブラック・ルーム
編曲：渡辺たかし

### 1995年盤
- 両楽曲共に、作詞：なかにし礼／作曲：鈴木邦彦

1. 天使の誘惑'95
編曲：秋谷えりこ
2. 土曜の夜何かが起きる'95
編曲：奥井史生

## 井上杏美のシングル
「天使の誘惑'84」（てんしのゆうわく'84）は、1984年7月21日に発売された井上杏美（現・井上あずみ）の3枚目のシングル。黛ジュンの「天使の誘惑」のカバー。

### 収録曲
1. 天使の誘惑'84（3分33秒）
作詞：なかにし礼／作曲：鈴木邦彦／編曲：沢健一
2. 瞳のマジック（4分7秒）
作曲：みなみらんぼう／作曲：ハラオサム／編曲：石原慎二

## カバー
- 咲浜小百合（1989年）
- Mi-Ke（1991年、アルバム『懐かしのブルーライトヨコハマ ヨコスカ』収録）
- あがた森魚（1993年、アルバム『イミテーション・ゴールド』収録）
- 飯塚雅弓（1997年、テレビアニメ『新・天地無用!』キャラクターソング）
- 原由子（2002年、アルバム『東京タムレ』収録）
- みひろ（2009年）
- 一青窈（2012年、アルバム『歌窈曲』収録）
- ASKA（2012年、Blu-ray Disc『ASKA CONCERT2012 昭和が見ていたクリスマス!? Prelude to The Bookend』収録）
- 伊東ゆかり（2013年、アルバム『メモリーズ・オブ・ミー』収録）
- 坂本冬美（2013年、アルバム『Love Songs IV ～逢いたくて 逢いたくて～』収録）
- 西田あい（2015年、アルバム『あいの唄〜Love Songs〜』収録）[2]

### CM
- 武田薬品工業 ハイシーL（1990年）- CMに出演した牧瀬里穂が歌っている。